# Sawada Takashi
Sawada Takashi (澤田崇 Sawada Takashi, sinh ngày 26 tháng 5 năm 1991 ở Kikuyō, Kumamoto) là một cầu thủ bóng đá người Nhật Bản thi đấu cho V-Varen Nagasaki.

## Thống kê câu lạc bộ
Cập nhật đến ngày 23 tháng 2 năm 2018.
| Thành tích câu lạc bộ | Thành tích câu lạc bộ | Thành tích câu lạc bộ | Giải vô địch | Giải vô địch | Cúp                   | Cúp                   | Cúp Liên đoàn | Cúp Liên đoàn | Tổng cộng | Tổng cộng |
| Mùa giải              | Câu lạc bộ            | Giải vô địch          | Số trận      | Bàn thắng    | Số trận               | Bàn thắng             | Số trận       | Bàn thắng     | Số trận   | Bàn thắng |
| Nhật Bản              | Nhật Bản              | Nhật Bản              | Giải vô địch | Giải vô địch | Cúp Hoàng đế Nhật Bản | Cúp Hoàng đế Nhật Bản | Cúp Liên đoàn | Cúp Liên đoàn | Tổng cộng | Tổng cộng |
| --------------------- | --------------------- | --------------------- | ------------ | ------------ | --------------------- | --------------------- | ------------- | ------------- | --------- | --------- |
| 2014                  | Roasso Kumamoto       | J2 League             | 40           | 9            | 1                     | 0                     | –             | –             | 41        | 9         |
| 2015                  | Shimizu S-Pulse       | J1 League             | 7            | 1            | 1                     | 0                     | 4             | 1             | 12        | 2         |
| 2016                  | Shimizu S-Pulse       | J2 League             | 7            | 0            | 3                     | 0                     | –             | –             | 10        | 0         |
| 2017                  | V-Varen Nagasaki      | J2 League             | 40           | 5            | 1                     | 0                     | –             | –             | 41        | 5         |
| Tổng cộng sự nghiệp   | Tổng cộng sự nghiệp   | Tổng cộng sự nghiệp   | 94           | 15           | 6                     | 0                     | 4             | 1             | 104       | 16        |